# Římskokatolická farnost Kdousov
Římskokatolická farnost Kdousov je územní společenství římských katolíků s farním kostelem svatého Linharta v moravskobudějovickém děkanství.

## Historie farnosti
První písemná zmínka o obci pochází z roku 1342. Původně gotický kostel svatého Linharta byl barokně přestavěn v polovině osmnáctého století.

## Duchovní správci
Od 1. července 2010 je zde administrátorem excurrendo R. D. Mgr. Martin Grones z Velkého Újezdu u Jemnice, jako výpomocný duchovní ve farnosti působil v letech 2010–2018 R. D. František Puchnar, místní rodák.

## Bohoslužby
| Kostel           | Místo       | Bohoslužba (den) | Hodina     | Poznámka        |
| ---------------- | ----------- | ---------------- | ---------- | --------------- |
| svatého Linharta | Kdousov     | neděle pátek     | 8.00 16.45 | farní kostel    |
| Svaté Rodiny     | Radotice    | neděle           | 9.30       | kaple           |
| svaté Kateřiny   | Slavíkovice | neděle           | 11.00      | filiální kostel |
| svatého Floriána | Jiratice    | úterý            | 16.30      | kaple           |
| svatého Floriána | Mladoňovice | čtvrtek          | 17.00      | kaple           |

## Aktivity ve farnosti
Dnem vzájemných modliteb farností za bohoslovce a bohoslovců za farnosti brněnské diecéze je 29. června. Adorační den připadá na 24. ledna.
Ve farnosti se pravidelně koná tříkrálová sbírka. V roce 2017 činil výtěžek sbírky v Radoticích 7 257 korun, v Mladoňovicích 10 113 korun, v Polici 1968 korun.